# Eldoret
Eldoret is een stad in het westen van Kenia en is het bestuurscentrum van het district Uasin Gishu in de Keniaanse provincie Bonde la Ufa. Het ligt zuidelijk van de Cherangani Hills en circa 290 km ten zuiden van de stad Lodwar. Het is de op vier na grootste stad in Kenia en telt 475.716 inwoners (volkstelling 2019). De hoogte varieert van 2100 meter boven zeeniveau bij het vliegveld tot 2700 meter in nabijgelegen gebieden.
De naam van de stad komt van het Masaaise woord eldore dat "stenige rivier" betekent. De heeft te maken met de rivierbedding van de Sosiani die zeer rotsachtig is.

## Geschiedenis
De eerste kolonisten van het oord waren Afrikaanssprekende Zuid-Afrikanen, die op de vlucht voor de Britse overheersing in 1908 uit Zuid-Afrika naar Kenia waren gekomen. Kort hierna vestigden zich er ook Europeanen en Aziaten. De aansluiting van Eldoret op de snelweg naar Oeganda in 1924 zorgde voor economische groei van de stad. In 1928 kreeg de stad stromend water en in 1933 een elektrische generator.
Ex-president Daniel arap Moi heeft de stad stevig gepusht door bijvoorbeeld het bouwen van een luchthaven. Deze werd in 2001 uitgeroepen tot de schoonste van het land.
Momenteel is Eldoret een van de snelstgroeiende steden van Kenia.

## Economie
In de stad bevindt zich een grote markt, Moi University en het Eldoret International Airport. De stad is bekend om zijn kaasfabriek. Belangrijke producties zijn textiel, tarwe, maïs en pyrethrum (grondstof voor een insectenbestrijdingsmiddel) en verder heeft de stad een aantal fabrieken.
Aan de Moi University studeerden in 2006 14.855 studenten. De tweede medische school in Kenia, Moi University School of Medicine (MUSM), ligt ook binnen de grenzen van de binnenstad. Eldoret Polytechnic, de derde nationale HBO, ligt ook in de gemeente.
Eldoret is omringd door veel agrarisch gebied en telt om deze reden ook veel boeren. Tot de boeren behoren de Kibogys en de Chemwenos. Eldoret is ook de thuishaven van een aantal takken van de verwerkende industrie. Tot de meest succesvolle behoren de Rupa Mills en de Ken Knit Limited, beide eigendom van de familie van Babu Shah.
Er is een groeiende groep hoger opgeleide arbeidskrachten in Eldoret. Zo is er een academisch ziekenhuis, het Moi Teaching and Referral Hospital.

## Politiek
Eldoret wordt bestuurd door een gemeenteraad. De gemeente is onderverdeeld in dertien wijken. Deze wijken zijn onderverdeeld in drie kiesdistricten:
1. Noord bestaat uit 6 wijken: Noord Eldoret, Huruma, Kamukunji, Kapyemit, Kidiwa/Kapasuswa en Stadion/Industrial
2. Oost bestaat uit 3 wijken: Hospital, Kapsoya en Kimumu/Sergoit
3. Zuid bestaat uit 4 wijken: Kipkenyo, Langas, Pioneer / Elgon View en Race Course

De drie kiesdistricten hebben meer afdelingen binnen andere lokale overheden dan Eldoret gemeente.
De huidige burgemeester van Eldoret is Jonah Maiyo.

## Sport
Door de grote hoogte is Eldoret een ideale trainingsplek voor veel middellange- en langeafstandsatleten en is het middelpunt van de Keniaanse hardloopindustrie. Hierdoor komen er ook veel legendarische Keniaanse lopers vandaan. De lopers schenken een deel van hun prijzengeld aan de stad hetgeen bijdraagt aan de economie.
Tot de bekendste atleten behoort tweevoudig olympisch kampioen Kipchoge Keino. Keino liet een school bouwen in Eldoret (Kip Keino Primary School) en naar hem is een stadion vernoemd.
In 2024 werden voor het eerst de Afrikaanse kampioenschappen wielrennen gehouden in Kenia die plaatsvonden in en rond deze stad.

## Stedenband
| stad         | sinds    |
| ------------ | -------- |
| Bad Vilbel   | 1982     |
| Minneapolis  | 2000     |
| Indianapolis | 2007     |
| Ithaca       | 2007     |
| Portsmouth   | onbekend |

## Geboren

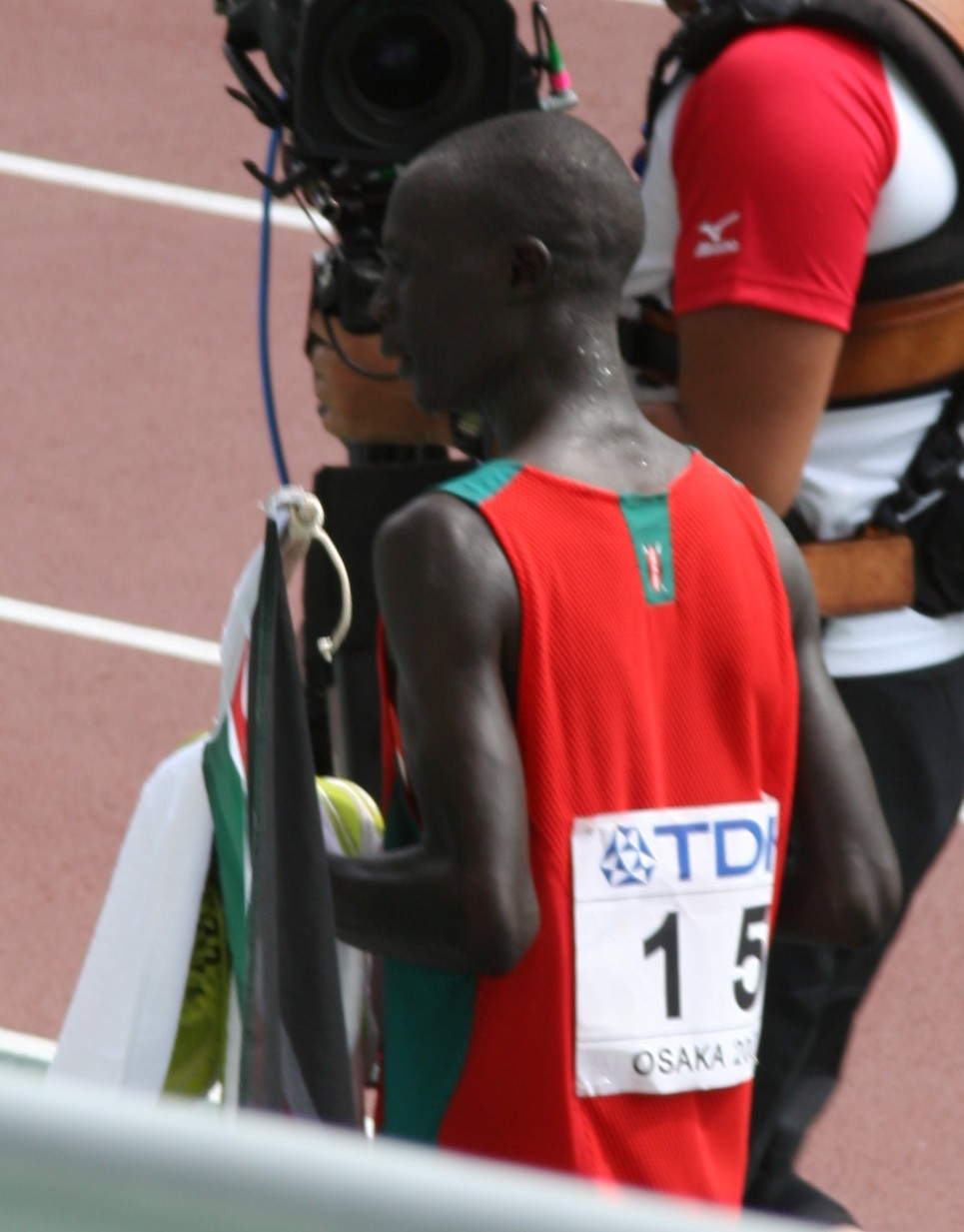
Luke Kibet (1983) geboren in Eldoret

- Bill Schermbrucker (1938-2019), Canadees schrijver
- Mike Boit (1949), middellangeafstandsloper
- Clive Llewellyn (1953), Canadees worstelaar
- Koos Prinsloo (1957-1994), Zuid-Afrikaans schrijver
- Sammy Lelei (1964), langeafstandsloper
- Ibrahim Githaiga (1969), roeier
- Simon Biwott (1970), langeafstandsloper
- Philip Boit (1971), langlaufer
- Luke Kibet (1973), langeafstandsloper
- Benjamin Limo (1974), langeafstandsloper
- Abraham Kiprotich Tandoi (1974), langeafstandsloper
- Simon Arusei (1977), langeafstandsloper
- Duncan Kibet (1978), langeafstandsloper
- Daniel Yego (1979), langeafstandsloper
- Brian Ombiji (1982), voetballer
- Luke Kibet (1983), langeafstandsloper
- Alfred Yego (1986), middellangeafstandsloper
- Suleiman Kangangi (1988-2022), wielrenner
- Asbel Kiprop (1989), middellangeafstandsloper
- Geoffrey Kamworor (1992), langeafstandsloper
- Yasemin Can (1996), Turks atlete
- Kelvin Kiptum (1999-2024), langeafstandsloper